# Risingsbo ångbryggeri

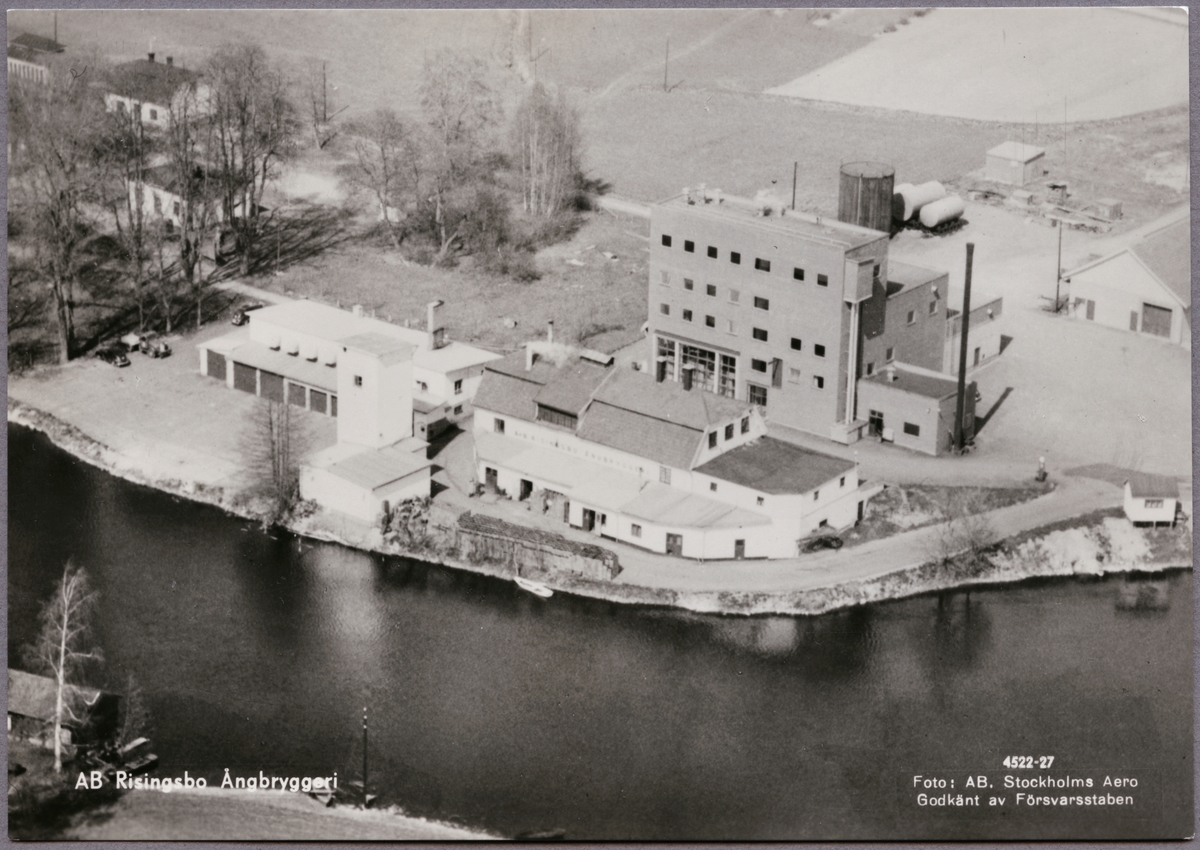
Risingsbo ångbryggeri ca 1969

AB Risingsbo ångbryggeri var ett bryggeri som grundades 1856 i Risingsbo i Morgårdshammar.
Risingsbo bryggde ölet Dala Stark samt var en stor producent av olika läskedrycker och mellanölet Risingsbo Klass två. Det köptes 1980 av Grängesbergs bryggeri och lades ned 1989.
År 1996 återstartades bryggeriet, nu under namnet Munkbo bryggeri, men gick i konkurs 1998. År 2000 köpte man Zeunerts bryggeri i Sollefteå då detta gått i konkurs. År 2001 planerade Munkbo för en ny tapplinje. Man försökte rekonstruera Zeunerts verksamhet, vilket inte lyckades och Zeunerts begärdes på nytt i konkurs 2001. Istället blev Munkbo ett legobryggeri som främst bryggde andras varumärken, till exempel Skansen Lejonet och det finska bryggeriet Laitilans öl Kukko. År 2002 begärdes Munkbo bryggeri i konkurs.
År 2009 återintroducerades Risingsbo som varumärke av Spendrups som köpte rättigheterna efter konkursen.